# 李伯球

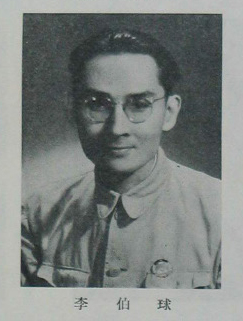
李伯球近照

李伯球（1904年—1986年），广东梅县人，中华人民共和国政治人物。

## 生平
担任政务院财政经济委员会委员、全国民主青年联合会常务委员、中国农工民主党中央常务委员。1954年，当选第一届全国人民代表大会代表。